# Båndet jernformation
 For alternative betydninger, se BIF.
Båndet jernformation (også båndet jernstensformation, båndede jernaflejringer, båndet jernmalm, forkortet til  BIF fra engelsk banded ironstone formations eller banded iron formations) er distinkte enheder af sedimentære bjergarter, som næsten altid er fra superæonen Prækambrium.  En typisk BIF består af repeterende, tynde lag af jernoxider, enten magnetit (Fe3O4) eller hæmatit (Fe2O3), vekslende med bånd af jernfattige skiferler and kiseljord(en.chert?).  Nogle af disse ældste klippeformationer, dannedes for over 3,7 milliarder år siden, omfatter båndet jernformation.
 
Båndede lag rige på jern var en almindelig karakteristisk sedimentær aflejringer i det meste af jordens tidlige historie men er nu sjældne. Post-Prækambrium jernsten har generelt en anden herkomst.

## Relation til atmosfærisk iltning
Båndet jernformationer er rigelige omkring iltkatastrofen, 2,4 milliarder år siden, og blev mindre hyppige omkring 1,8 milliarder år siden (mindre ilt). Betingelser for opløst jern (mindre ilt) tog fart igen ved 1,9 milliarder år siden, og BIF tog fart igen i forbindelse med den formodede "sneboldjord" for 750 millioner år siden, og her er BIF svær at forklare.
Båndede jernformation senge er vigtige kommercielle kilder af jernmalm, såsom Pilbara området i vestaustralien og Animikie Group i Minnesota.

## Oprindelse
Den konventionelle opfattelse er at båndede jernaflejringer blev dannet i havvand grundet frit ilt (O2) dannet af fotosyntetiserende cyanobakterier, kombineret med opløst jern i Jordens oceaner danner vanduopløselige jernoxider, hvilket "regner" ud, og danner tynde lag på underlaget, hvilket kan have været anoxisk mudder (dannende skiferler og kiseljord(en.chert?)). Hvert bånd kan minde om en "årring", forstået på den måde at båndene skyldes cykliske variationer i tilgængelig ilt.
Det er uklart om disse båndede jernstensformationer var årstidsafhængige, fulgte en tilbagekoblende oscillation i oceanernes komplekse system eller fulgte en anden cykel. Det formodes at jorden i starten startede med enorme mængder opløst jernforbindelser i verdens sure have.
Efterhånden som fotosyntetiserende organismer dannede frit ilt, dryssede vanduopløselige jernoxider ud i samme takt.[kilde mangler]